# Opiná
Opiná – wieś (obec) na Słowacji położona w kraju koszyckim, w powiecie Koszyce-okolice. Pierwsze wzmianki o miejscowości pochodzą z roku 1418.
Według danych z dnia 31 grudnia 2012, wieś zamieszkiwało 197 osób, w tym 100 kobiet i 97 mężczyzn.
W 2001 roku pod względem narodowości i przynależności etnicznej 99,45% mieszkańców stanowili Słowacy, a 0,55% Czesi.
Ze względu na wyznawaną religię struktura mieszkańców kształtowała się w 2001 roku następująco:
- katolicy rzymscy – 50,55%,
- grekokatolicy – 2,75%,
- ewangelicy – 45,05%,
- ateiści – 1,1%.